# 7,5-cm-Gebirgsgeschütz 36
Das 7,5-cm-Gebirgsgeschütz 36 war ein Standardgeschütz der Gebirgsdivisionen der deutschen Wehrmacht im Zweiten Weltkrieg. Ergänzt wurde es durch die 10,5-cm-Gebirgshaubitze 40. Als Nachfolgemuster in der Produktion war das 7,5-cm-Gebirgsgeschütz 43 vorgesehen.

## Entwicklung und Produktion
Die Waffe wurde von Rheinmetall in Düsseldorf entwickelt und von 1938 bis 1944 vom Magdeburger Maschinenbauunternehmen R. Wolf in Serie gefertigt. Insgesamt entstanden von Herbst 1939 bis 1945 1193 Stück.  Der Herstellungspreis des Geschützes betrug 17.000 RM.

## Einsatz

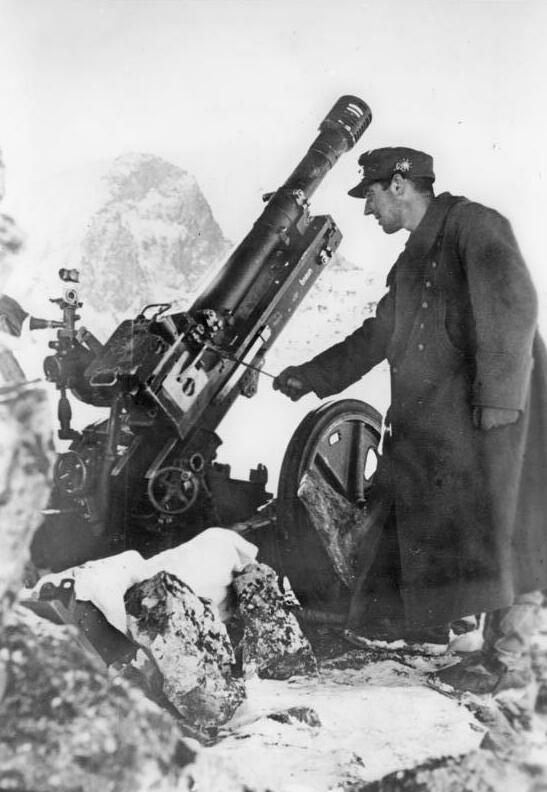
7,5-cm-Gebirgsgeschütz 36 im Kaukasus

Das 7,5-cm-Gebirgsgeschütz 36 wurde in den leichten Abteilungen der Gebirgsartillerieregimenter der Gebirgsdivisionen eingesetzt. Es wurde im Pferdezug bewegt oder konnte durch Tragtiere in acht Lasten transportiert werden.

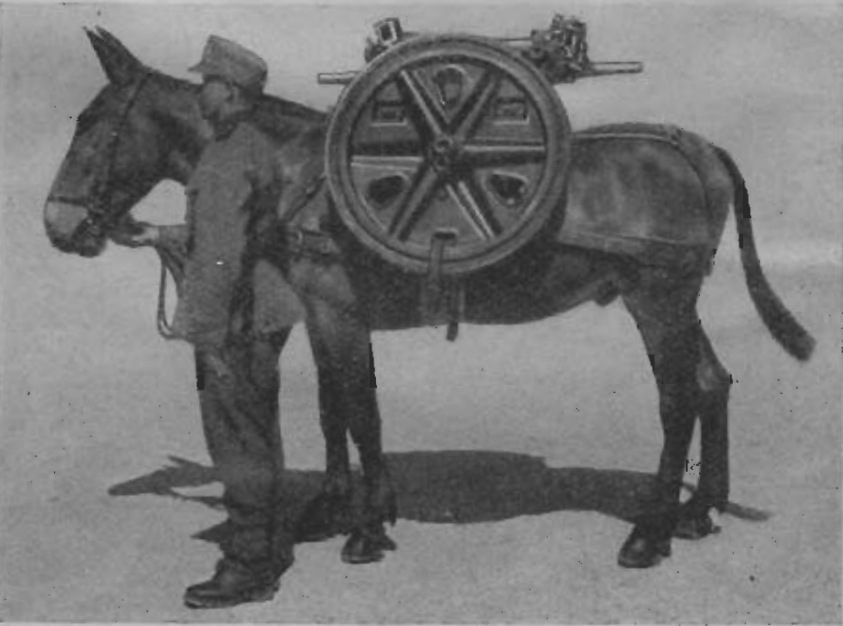
Unterlafette mit Achse und zwei Räder
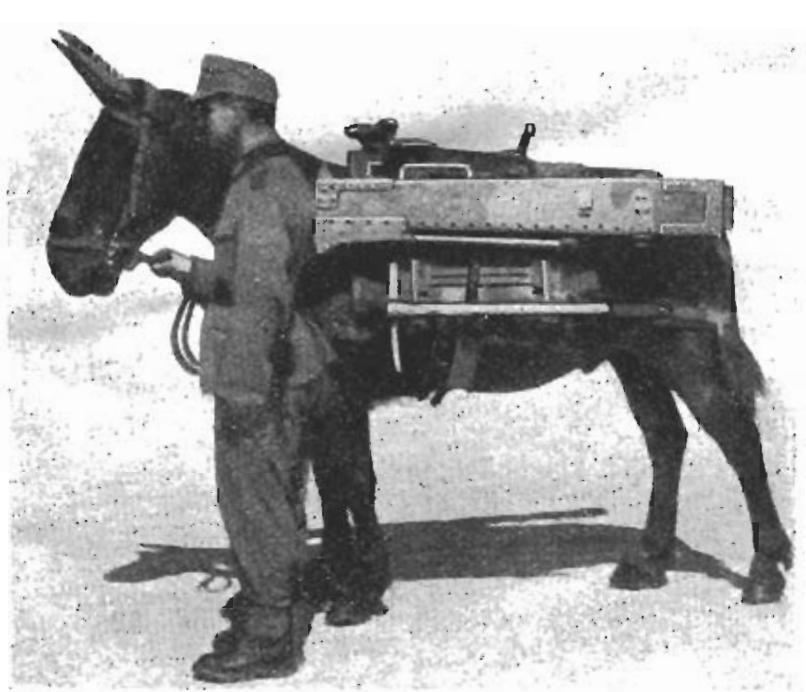
Holme, Kreuzhacke, zwei Spaten
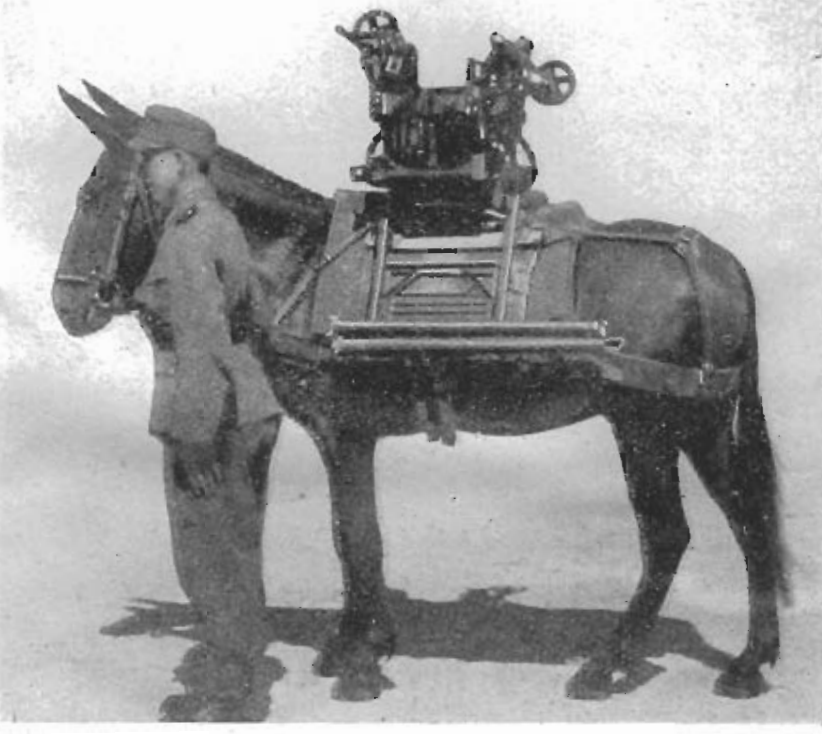
Oberlafette mit Hebebäumen
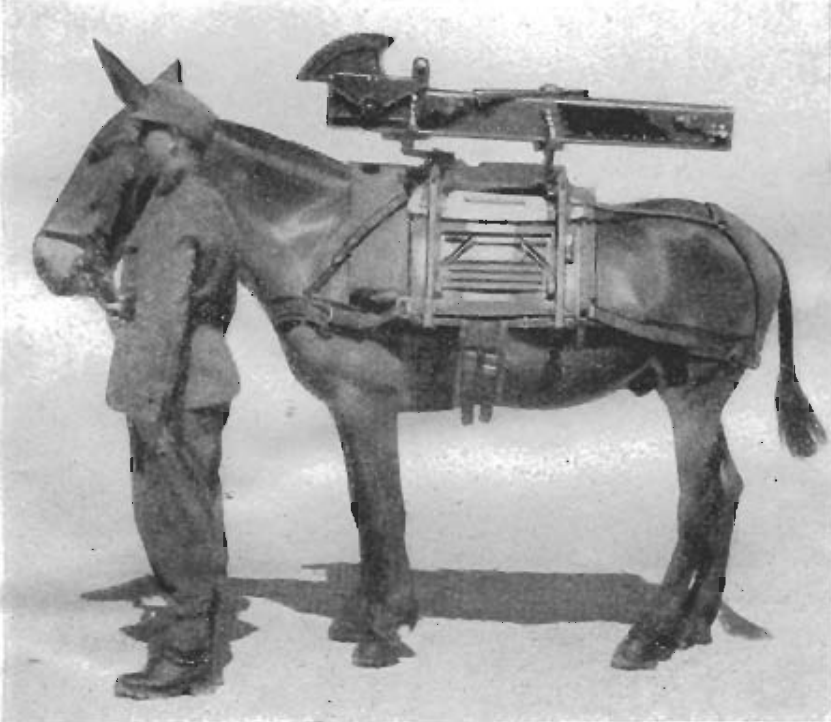
Rohrwiege und Überzug
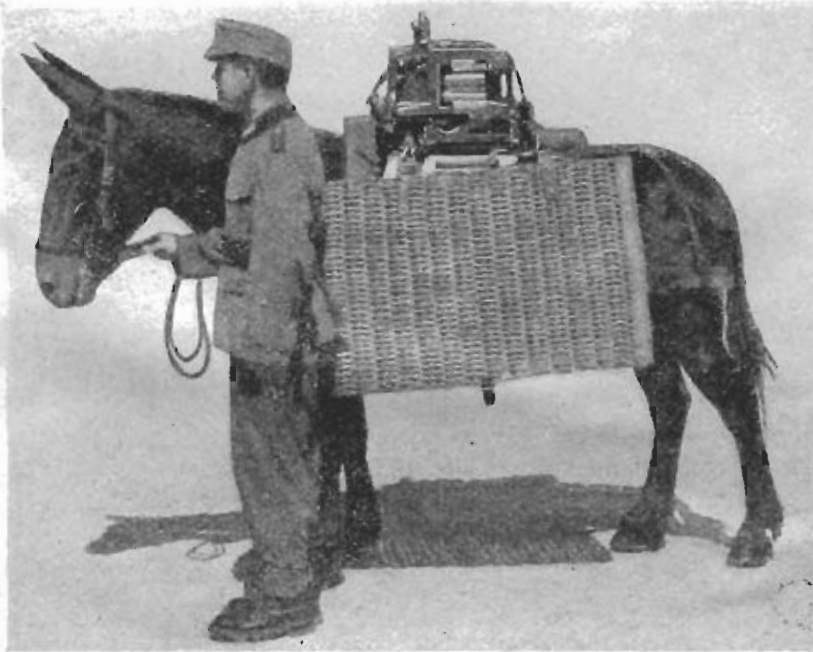
Bodenstück, zwei Rohrmatten
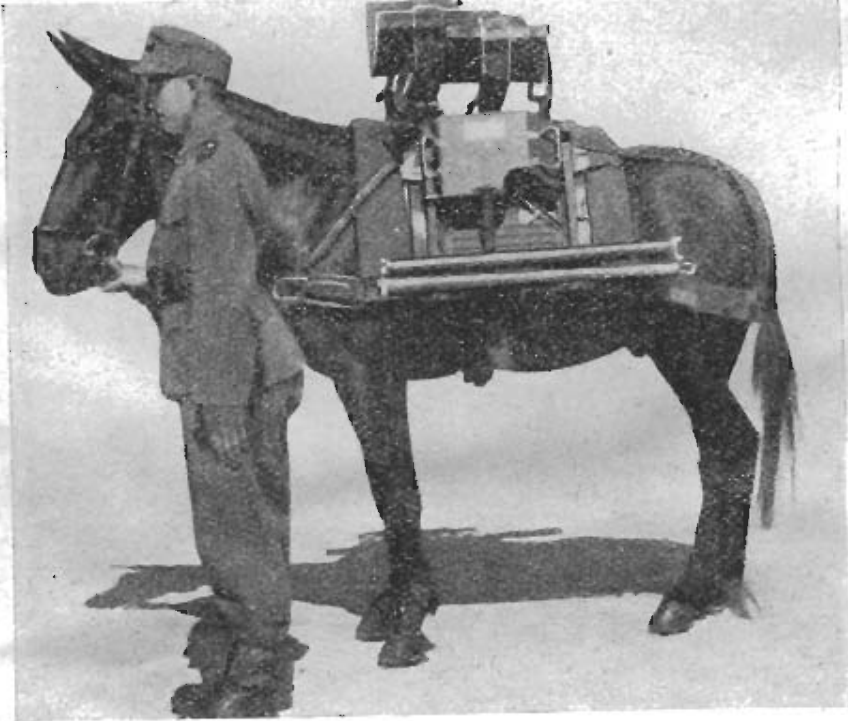
Schlitten, Verriegelungsstück, zwei Sporne
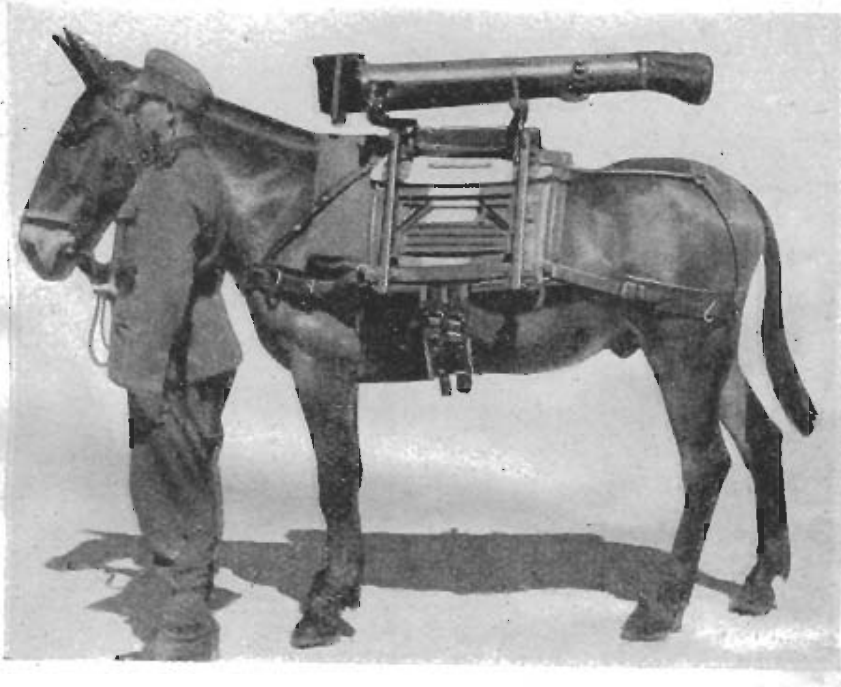
Rohr
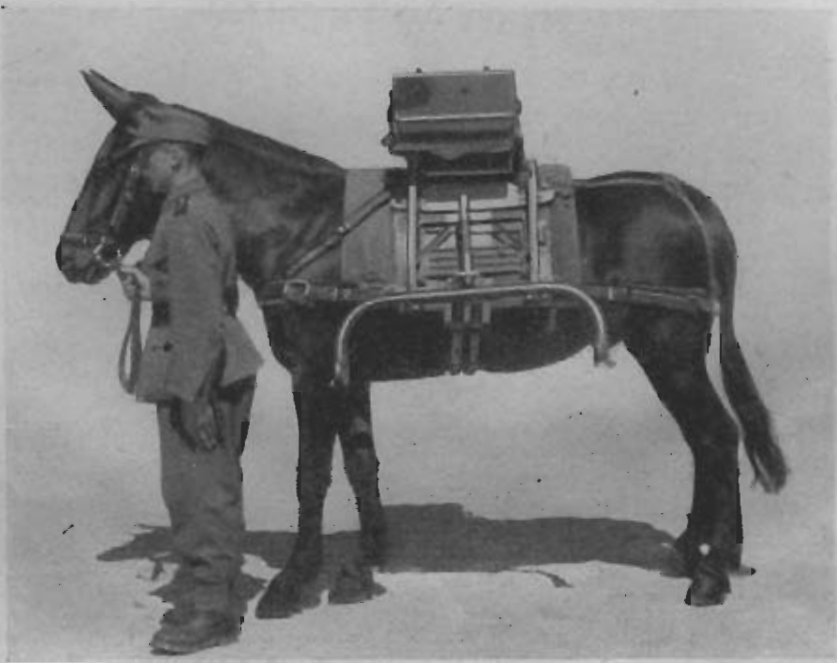
Richtmittelkasten, Gabeldeichselmittelstück, Dreibein, Kollimator, Wischerrichtlatte

Um das Geschütz in unwegsamen Gelände oder längere Strecken in Schnee und Eis transportieren zu können, konnte das Geschütz zerlegt und auf Schlitten, bzw. Rodel verlastet werden. Für den Transport wurden acht Schlitten benötigt. Für die Munition wurde ein weiterer Schlitten verwendet, auf dem 18 Schuss mitgeführt wurden. Gezogen wurden die Schlitten dann von den Soldaten, selten von Zugtieren. Wenn ein Bremsen des Schlitten durch das Gelände oder des Gewichtes der Last nicht einfach war, so wurde am Ende des Schlittens ein Strick mit Tannenzweigen befestigt. Dadurch wurde eine stärkere Bremswirkung erzielt.

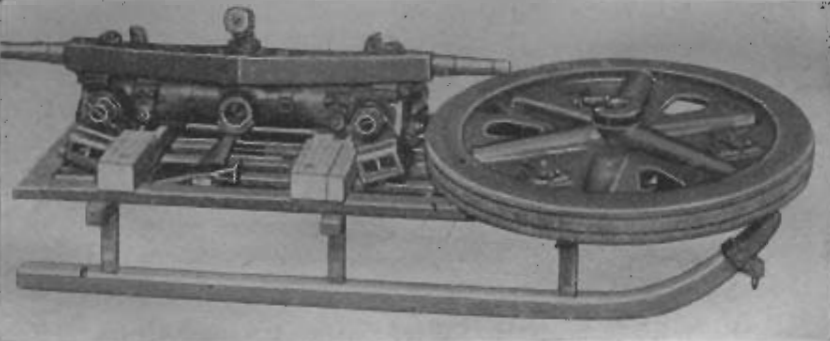
Unterlafette und ein Rad.
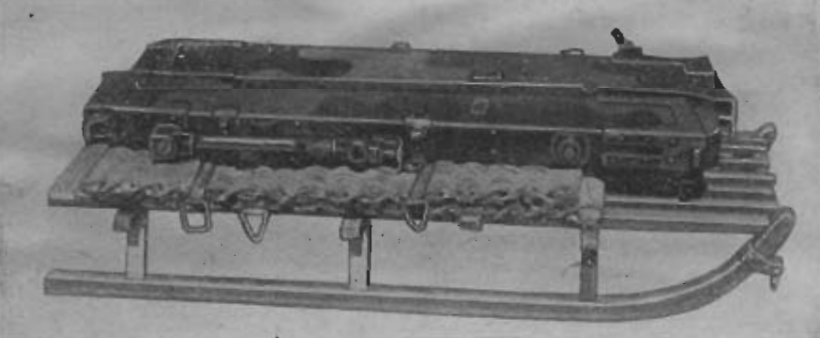
Holme und Rohrmatten
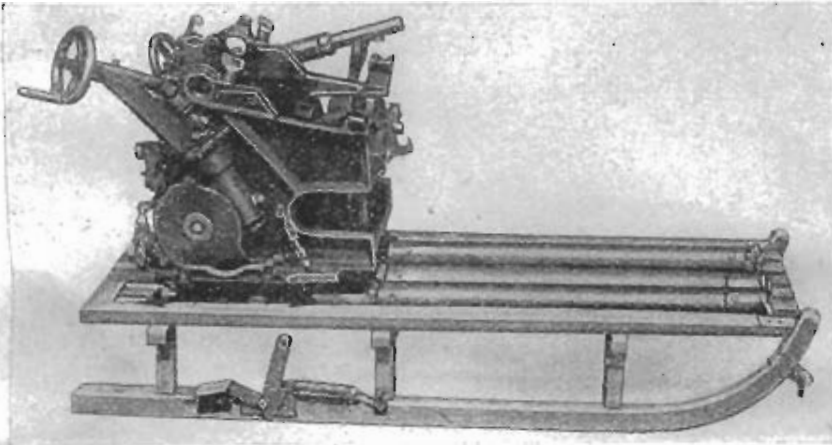
Oberlafette und vier Hebebäume
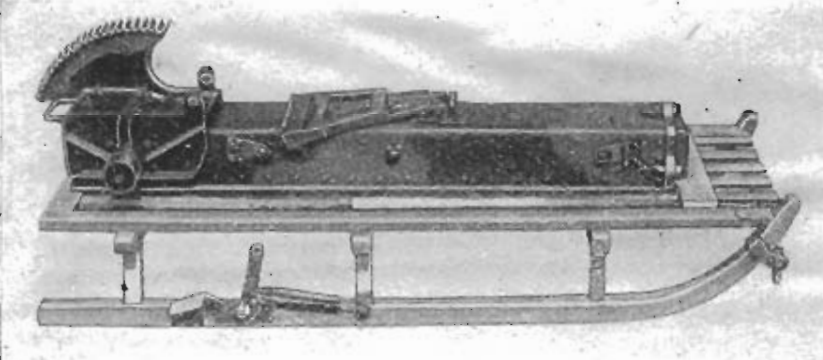
Wiege und Wischerrichtlatte
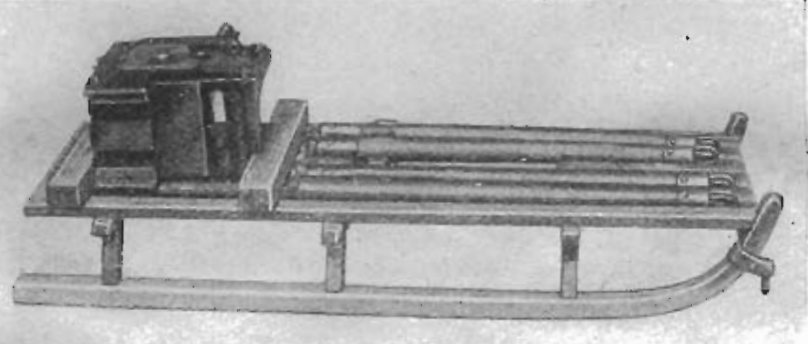
Bodenstück und vier Hebebäume
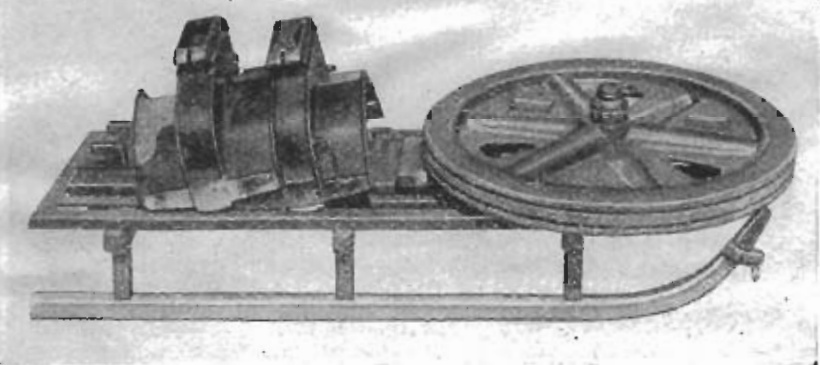
Erdsporne und ein Rad
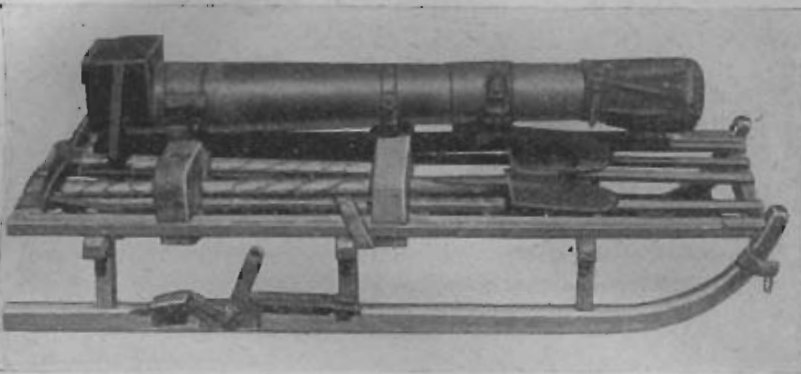
Rohr, Spaten und Kreuzhacke
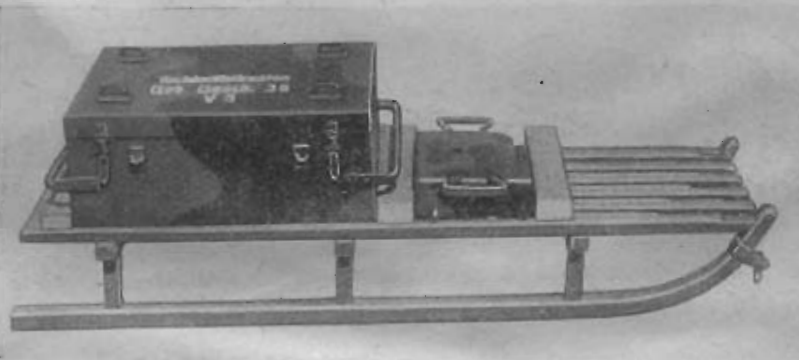
Richtmittelkasten, Kollimator und Verriegelungsstück

Die Lebensdauer des Rohres, das 5,75 oder 5,83 Kilogramm schwere Granaten verschoss, betrug ungefähr 6000 bis 8000 Schuss. Beim Feuern mit stärkster Ladung bei geringer oder keiner Rohrerhöhung sprang das Geschütz etwas aufgrund der Hebelwirkung (insbesondere durch zu kurze Spreizholme), so dass möglichst vermieden wurde, dafür die stärkste Treibladung zu verwenden. Dies war unter anderem bei der Panzerabwehr relevant, da Gebirgstruppen oftmals auch in panzergängigem Gelände kämpfen mussten. Dieser Konstruktionsmangel sollte beim 7,5-cm-Gebirgsgeschütz 43 abgestellt werden.